# Avenida César Chávez

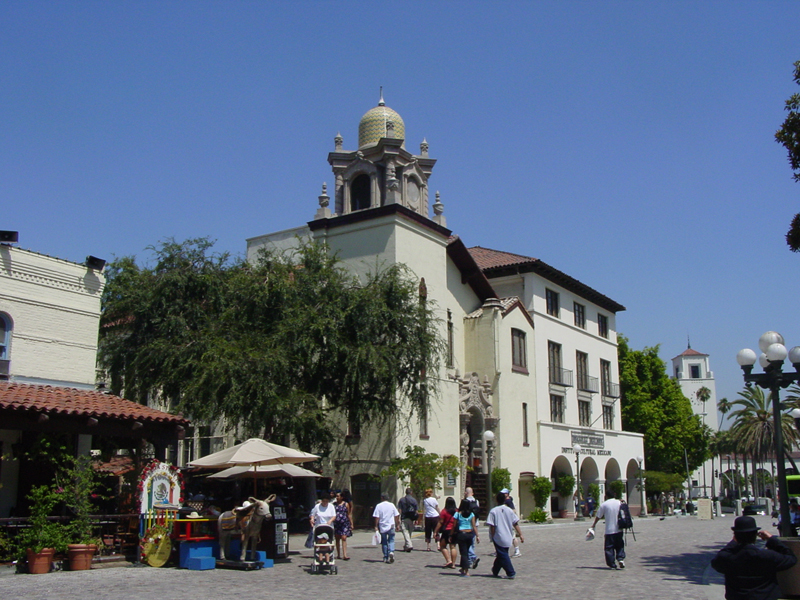
Olvera Street entrando desde la Avenida César Chávez

La Avenida César Chávez es una avenida de sentido este-oeste que recorre el Centro de Los Ángeles, la región del Este de Los Ángeles, y la localidad East Los Angeles, mide alrededor de 6.19 millas en longitud. La calle fue construida en 1989 desde Sunset Boulevard entre las calles Figueroa y Spring, una nueva sección de roadway, Macy Street entre Main y las Avenidas Mission y Brooklyn. Gran parte de la avenida tiene nombres antiguos.

## Transporte
Líneas del Metro Local 68 y la línea de Metro Rapid 770 sobre la Avenida Cesar E. Chávez.

## Hitos notables
- Pueblo de Los Ángeles
- Olvera Street
- Los Angeles Union Station
- Cementerio Evergreen
- Centro Cívico del Este de Los Ángeles
- East Los Angeles College